# Rallycross di Barcellona 2020
Il Rallycross di Barcellona 2020 è stata l'edizione 2020 del Rallycross di Barcellona. La manifestazione si è svolta il 17 e il 18 ottobre sul circuito di Catalogna a Montmeló, nei pressi di Barcellona, ed era valida come settima e ottava prova del campionato del mondo rallycross 2020 e come terza e quarta del Campionato europeo rallycross 2020 unicamente per la categoria Super1600.
La gara, stando al calendario originario, avrebbe dovuto aprire la stagione 2020 ma a causa della pandemia da COVID-19 diffusasi in tutto il pianeta a partire dai primi mesi dell'anno, gli organizzatori dovettero modificarne pesantemente la struttura, spostando la gara catalana a metà ottobre.
L'evento del World RX si componeva di due gare, entrambe valide per il campionato mondiale. Nella prima, ufficialmente denominata Logitech World RX of "Pirineus-Barcelona 2030", con riferimento alla candidatura di Barcellona ai Giochi olimpici invernali del 2030, la categoria Supercar venne vinta dal pilota svedese Timmy Hansen alla guida di una Peugeot 208 WRX del team Hansen Motorsport mentre nella seconda, chiamata ufficialmente Logitech World RX of Catalunya-Barcelona, il successo andò al connazionale Johan Kristoffersson su una VW Polo GTI RX del team Kristoffersson Motorsport.
Il 24 novembre venne annullato definitivamente il rallycross di Germania, che avrebbe dovuto chiudere il campionato, mentre il rallycross del Benelux, in programma dopo l'appuntamento catalano, era già stato cancellato in precedenza; il campionato si chiuse pertanto ufficialmente a Barcellona, con Johan Kristoffersson ad essersi aggiudicato il suo terzo titolo piloti, dopo quelli vinti consecutivamente nel 2017 e nel 2018, divenendo inoltre il primo pilota nella storia del campionato ad essersi aggiudicato tre allori iridati, superando il norvegese Petter Solberg. Il titolo a squadre è stato invece vinto dalla scuderia svedese KYB Team JC, che ha portato in gara due Audi S1 RX Quattro affidate agli svedesi Mattias Ekström e Robin Larsson.
Anche L'evento dell'Euro RX si componeva di due gare, valide unicamente per la classe cadetta Super1600, dove si impose in entrambe lo svizzero Yuri Belevskiy su Audi A1, tuttavia il titolo continentale non venne assegnato in quanto non furono disputate almeno tre gare come previsto dal regolamento stilato prima dell'inizio del campionato dalla Commissione Off-Road.

## Risultati World RX

### Gara 1
La gara si è svolta il 17 ottobre 2020 con la denominazione ufficiale Logitech World RX of "Pirineus-Barcelona 2030".

#### Classifica finale
| Categoria Supercar | Categoria Supercar | Categoria Supercar   | Categoria Supercar | Categoria Supercar              | Categoria Supercar | Categoria Supercar | Categoria Supercar | Categoria Supercar | Categoria Supercar | Categoria Supercar | Categoria Supercar | Categoria Supercar |
| Pos.               | N°                 | Pilota               | Auto               | Squadra                         | Qualificazioni     | Qualificazioni     | Semifinali         | Semifinali         | Semifinali         | Finale             | Finale             | PC                 |
| Pos.               | N°                 | Pilota               | Auto               | Squadra                         | Pos.               | Punti              | SF1                | SF2                | Punti              | Pos.               | Punti              | PC                 |
| ------------------ | ------------------ | -------------------- | ------------------ | ------------------------------- | ------------------ | ------------------ | ------------------ | ------------------ | ------------------ | ------------------ | ------------------ | ------------------ |
| 1                  | 1                  | Timmy Hansen         | Peugeot 208 WRX    | Team Hansen                     | 2º                 | 15                 | –                  | 1º                 | 6                  | 1º                 | 8                  | 29                 |
| 2                  | 3                  | Johan Kristoffersson | VW Polo GTI RX     | Kristoffersson Motorsport       | 1º                 | 16                 | 1º                 | –                  | 6                  | 2º                 | 5                  | 27                 |
| 3                  | 9                  | Kevin Hansen         | Peugeot 208 WRX    | Team Hansen                     | 4º                 | 13                 | –                  | 2º                 | 5                  | 3º                 | 4                  | 22                 |
| 4                  | 68                 | Niclas Grönholm      | Hyundai i20 WRX    | GRX Taneco                      | 6º                 | 11                 | –                  | 3º                 | 4                  | 4º                 | 3                  | 18                 |
| 5                  | 5                  | Mattias Ekström      | Audi S1 RX Quattro | KYB Team JC                     | 5º                 | 12                 | 2º                 | –                  | 5                  | 5º                 | 2                  | 19                 |
| 6                  | 13                 | Andreas Bakkerud     | GCK Mégane R.S. RX | Monster Energy GCK RX Cartel    | 3º                 | 14                 | 3º                 | –                  | 4                  | 6º                 | 1                  | 19                 |
| 7                  | 7                  | Timur Timerzjanov    | Hyundai i20 WRX    | GRX Taneco                      | 7º                 | 10                 | 4º                 | –                  | 3                  | nq                 | nq                 | 13                 |
| 8                  | 92                 | Anton Marklund       | GCK Mégane R.S. RX | GCK Bilstein                    | 8º                 | 9                  | –                  | 4º                 | 3                  | nq                 | nq                 | 12                 |
| 9                  | 44                 | Timo Scheider        | SEAT Ibiza RX      | ALL-INKL.COM Münnich Motorsport | 9º                 | 8                  | 6º                 | –                  | 1                  | nq                 | nq                 | 9                  |
| 10                 | 33                 | Liam Doran           | GCK Mégane R.S. RX | Monster Energy GCK RX Cartel    | 10º                | 7                  | –                  | 6º                 | 1                  | nq                 | nq                 | 8                  |
| 11                 | 42                 | Oliver Bennett       | Mini Cooper        | Oliver Bennett                  | 11º                | 6                  | 5º                 | –                  | 2                  | nq                 | nq                 | 8                  |
| 12                 | 4                  | Robin Larsson        | Audi S1 RX Quattro | KYB Team JC                     | 13º                | 4                  | –                  | 5º                 | 2                  | nq                 | nq                 | 6                  |
| 13                 | 91                 | Enzo Ide             | Audi S1            | Team JC Race Teknik             | 12º                | 5                  | np                 | np                 | np                 | nq                 | nq                 | 5                  |
| 14                 | 73                 | Támas Kárai          | Audi S1            | Karai Motorsport Sportegyesület | 14º                | 3                  | nq                 | nq                 | nq                 | nq                 | nq                 | 3                  |
| 15                 | 83                 | Patrick Guillerme    | Hyundai i20 WRX    | Patrick Guillerme               | 15º                | 2                  | nq                 | nq                 | nq                 | nq                 | nq                 | 2                  |
| 16                 | 38                 | Mandie August        | SEAT Ibiza RX      | ALL-INKL.COM Münnich Motorsport | 16º                | 1                  | nq                 | nq                 | nq                 | nq                 | nq                 | 1                  |

#### Qualificazioni
| Categoria Supercar | Categoria Supercar | Categoria Supercar   | Categoria Supercar | Categoria Supercar              | Categoria Supercar | Categoria Supercar | Categoria Supercar | Categoria Supercar | Categoria Supercar | Categoria Supercar |
| Pos.               | N°                 | Pilota               | Auto               | Squadra                         | Q1                 | Q2                 | Q3                 | Q4                 | PQ                 | Punti              |
| ------------------ | ------------------ | -------------------- | ------------------ | ------------------------------- | ------------------ | ------------------ | ------------------ | ------------------ | ------------------ | ------------------ |
| 1                  | 3                  | Johan Kristoffersson | VW Polo GTI RX     | Kristoffersson Motorsport       | 50 (1º)            | 45 (2º)            | 50 (1º)            | nd                 | 145                | 16                 |
| 2                  | 1                  | Timmy Hansen         | Peugeot 208 WRX    | Team Hansen                     | 45 (2º)            | 42 (3º)            | 45 (2º)            | nd                 | 132                | 15                 |
| 3                  | 13                 | Andreas Bakkerud     | GCK Mégane R.S. RX | Monster Energy GCK RX Cartel    | 37 (7º)            | 50 (1º)            | 42 (3º)            | nd                 | 129                | 14                 |
| 4                  | 9                  | Kevin Hansen         | Peugeot 208 WRX    | Team Hansen                     | 36 (8º)            | 39 (5º)            | 38 (6º)            | nd                 | 113                | 13                 |
| 5                  | 5                  | Mattias Ekström      | Audi S1 RX Quattro | KYB Team JC                     | 34 (10º)           | 38 (6º)            | 40 (4º)            | nd                 | 112                | 12                 |
| 6                  | 68                 | Niclas Grönholm      | Hyundai i20 WRX    | GRX Taneco                      | 39 (5º)            | 34 (10º)           | 39 (5º)            | nd                 | 112                | 11                 |
| 7                  | 7                  | Timur Timerzjanov    | Hyundai i20 WRX    | GRX Taneco                      | 38 (6º)            | 37 (7º)            | 36 (8º)            | nd                 | 111                | 10                 |
| 8                  | 92                 | Anton Marklund       | GCK Mégane R.S. RX | GCK Bilstein                    | 42 (3º)            | 35 (9º)            | 34 (10º)           | nd                 | 111                | 9                  |
| 9                  | 44                 | Timo Scheider        | SEAT Ibiza RX      | ALL-INKL.COM Münnich Motorsport | 28 (16º)           | 40 (4º)            | 37 (7º)            | nd                 | 105                | 8                  |
| 10                 | 33                 | Liam Doran           | GCK Mégane R.S. RX | Monster Energy GCK RX Cartel    | 35 (9º)            | 36 (8º)            | 33 (11º)           | nd                 | 104                | 7                  |
| 11                 | 42                 | Oliver Bennett       | Mini Cooper SX1    | Oliver Bennett                  | 33 (11º)           | 32 (12º)           | 30 (14º)           | nd                 | 95                 | 6                  |
| 12                 | 91                 | Enzo Ide             | Audi S1            | Team JC Race Teknik             | 32 (12º)           | 33 (11º)           | 28 (16º)           | nd                 | 93                 | 5                  |
| 13                 | 4                  | Robin Larsson        | Audi S1 RX Quattro | KYB Team JC                     | 40 (4º)            | 17 (16º - DNF)     | 35 (9º)            | nd                 | 92                 | 4                  |
| 14                 | 73                 | Támas Kárai          | Audi S1            | Karai Motorsport Sportegyesület | 31 (13º)           | 29 (15º)           | 32 (12º)           | nd                 | 92                 | 3                  |
| 15                 | 83                 | Patrick Guillerme    | Hyundai i20 WRX    | Patrick Guillerme               | 29 (15º)           | 30 (14º)           | 31 (13º)           | nd                 | 90                 | 2                  |
| 16                 | 38                 | Mandie August        | SEAT Ibiza RX      | ALL-INKL.COM Münnich Motorsport | 30 (14º)           | 31 (13º)           | 29 (15º)           | nd                 | 90                 | 1                  |

Legenda:
|  | Qualificato per le semifinali |

#### Semifinali
| Categoria Supercar - Semifinale 1 | Categoria Supercar - Semifinale 1 | Categoria Supercar - Semifinale 1 | Categoria Supercar - Semifinale 1 | Categoria Supercar - Semifinale 1 | Categoria Supercar - Semifinale 1 | Categoria Supercar - Semifinale 1 | Categoria Supercar - Semifinale 1 | Categoria Supercar - Semifinale 1 |
| Pos.                              | N°                                | Pilota                            | Auto                              | Squadra                           | Giri/Joker                        | Tempo                             | Distacco                          | Punti                             |
| --------------------------------- | --------------------------------- | --------------------------------- | --------------------------------- | --------------------------------- | --------------------------------- | --------------------------------- | --------------------------------- | --------------------------------- |
| 1                                 | 3                                 | Johan Kristoffersson              | VW Polo GTI RX                    | Kristoffersson Motorsport         | 6/1                               | 4'50"133                          | –                                 | 6                                 |
| 2                                 | 5                                 | Mattias Ekström                   | Audi S1 RX Quattro                | KYB Team JC                       | 6/1                               | 4'52"799                          | +2"666                            | 5                                 |
| 3                                 | 13                                | Andreas Bakkerud                  | GCK Mégane R.S. RX                | Monster Energy GCK RX Cartel      | 6/1                               | 4'53"683                          | +3"550                            | 4                                 |
| 4                                 | 7                                 | Timur Timerzjanov                 | Hyundai i20 WRX                   | GRX Taneco                        | 6/1                               | 4'54"576                          | +4"443                            | 3                                 |
| 5                                 | 42                                | Oliver Bennett                    | Mini Cooper SX1                   | Oliver Bennett                    | 6/1                               | 5'00"827                          | +10"694                           | 2                                 |
| 6                                 | 44                                | Timo Scheider                     | SEAT Ibiza RX                     | ALL-INKL.COM Münnich Motorsport   | 1/1                               | 1'09"251                          | +5 giri                           | 1                                 |
|                                   |                                   |                                   |                                   |                                   |                                   |                                   |                                   |                                   |
| Categoria Supercar - Semifinale 2 |                                   |                                   |                                   |                                   |                                   |                                   |                                   |                                   |
| Pos.                              | N°                                | Pilota                            | Auto                              | Squadra                           | Giri/Joker                        | Tempo                             | Distacco                          | Punti                             |
| 1                                 | 1                                 | Timmy Hansen                      | Peugeot 208 WRX                   | Team Hansen                       | 6/1                               | 4'49"427                          | –                                 | 6                                 |
| 2                                 | 9                                 | Kevin Hansen                      | Peugeot 208 WRX                   | Team Hansen                       | 6/1                               | 4'50"014                          | +0"587                            | 5                                 |
| 3                                 | 68                                | Niclas Grönholm                   | Hyundai i20 WRX                   | GRX Taneco                        | 6/1                               | 4'51"536                          | +2"109                            | 4                                 |
| 4                                 | 92                                | Anton Marklund                    | GCK Mégane R.S. RX                | GCK Bilstein                      | 6/1                               | 4'52"541                          | +3"114                            | 3                                 |
| 5                                 | 4                                 | Robin Larsson                     | Audi S1 RX Quattro                | KYB Team JC                       | 6/1                               | 4'52"933                          | +3"506                            | 2                                 |
| 6                                 | 33                                | Liam Doran                        | GCK Mégane R.S. RX                | Monster Energy GCK RX Cartel      | 4/1                               | 5'00"559                          | +2 giri                           | 1                                 |

Legenda:
|  | Qualificato per la finale |

#### Finale
| Categoria Supercar | Categoria Supercar | Categoria Supercar   | Categoria Supercar | Categoria Supercar           | Categoria Supercar | Categoria Supercar | Categoria Supercar | Categoria Supercar |
| Pos.               | N°                 | Pilota               | Auto               | Squadra                      | Giri/Joker         | Tempo              | Distacco           | Punti              |
| ------------------ | ------------------ | -------------------- | ------------------ | ---------------------------- | ------------------ | ------------------ | ------------------ | ------------------ |
| 1                  | 1                  | Timmy Hansen         | Peugeot 208 WRX    | Team Hansen                  | 6/1                | 4'47"809           | –                  | 8                  |
| 2                  | 3                  | Johan Kristoffersson | VW Polo GTI RX     | Kristoffersson Motorsport    | 6/1                | 4'48"226           | +0"417             | 5                  |
| 3                  | 9                  | Kevin Hansen         | Peugeot 208 WRX    | Team Hansen                  | 6/1                | 4'49"839           | +2"030             | 4                  |
| 4                  | 68                 | Niclas Grönholm      | Hyundai i20 WRX    | GRX Taneco                   | 6/1                | 4'50"787           | +2"978             | 3                  |
| 5                  | 5                  | Mattias Ekström      | Audi S1 RX Quattro | KYB Team JC                  | 6/1                | 4'51"231           | +3"422             | 2                  |
| 6                  | 13                 | Andreas Bakkerud     | GCK Mégane R.S. RX | Monster Energy GCK RX Cartel | 6/1                | 4'52"216           | +4"407             | 1                  |

- Giro più veloce: 45"321 ( Mattias Ekström);
- Miglior tempo di reazione: 0"415 ( Mattias Ekström);
- Miglior giro Joker: 48"599 ( Timmy Hansen).

### Gara 2
La gara si è svolta il 18 ottobre 2020 con la denominazione ufficiale Logitech World RX of Catalunya-Barcelona.

#### Classifica finale
| Categoria Supercar | Categoria Supercar | Categoria Supercar   | Categoria Supercar | Categoria Supercar              | Categoria Supercar | Categoria Supercar | Categoria Supercar | Categoria Supercar | Categoria Supercar | Categoria Supercar | Categoria Supercar | Categoria Supercar |
| Pos.               | N°                 | Pilota               | Auto               | Squadra                         | Qualificazioni     | Qualificazioni     | Semifinali         | Semifinali         | Semifinali         | Finale             | Finale             | PC                 |
| Pos.               | N°                 | Pilota               | Auto               | Squadra                         | Pos.               | Punti              | SF1                | SF2                | Punti              | Pos.               | Punti              | PC                 |
| ------------------ | ------------------ | -------------------- | ------------------ | ------------------------------- | ------------------ | ------------------ | ------------------ | ------------------ | ------------------ | ------------------ | ------------------ | ------------------ |
| 1                  | 3                  | Johan Kristoffersson | VW Polo GTI RX     | Kristoffersson Motorsport       | 5º                 | 12                 | 1º                 | –                  | 6                  | 1º                 | 8                  | 26                 |
| 2                  | 1                  | Timmy Hansen         | Peugeot 208 WRX    | Team Hansen                     | 4º                 | 13                 | –                  | 2º                 | 5                  | 2º                 | 5                  | 23                 |
| 3                  | 92                 | Anton Marklund       | GCK Mégane R.S. RX | GCK Bilstein                    | 6º                 | 11                 | –                  | 3º                 | 4                  | 3º                 | 4                  | 19                 |
| 4                  | 5                  | Mattias Ekström      | Audi S1 RX Quattro | KYB Team JC                     | 1º                 | 16                 | 2º                 | –                  | 5                  | 4º                 | 3                  | 24                 |
| 5                  | 13                 | Andreas Bakkerud     | GCK Mégane R.S. RX | Monster Energy GCK RX Cartel    | 2º                 | 15                 | –                  | 1º                 | 6                  | 5º                 | 2                  | 23                 |
| 6                  | 4                  | Robin Larsson        | Audi S1 RX Quattro | KYB Team JC                     | 7º                 | 10                 | 3º                 | –                  | 4                  | 6º                 | 1                  | 15                 |
| 7                  | 9                  | Kevin Hansen         | Peugeot 208 WRX    | Team Hansen                     | 3º                 | 14                 | 4º                 | –                  | 3                  | nq                 | nq                 | 17                 |
| 8                  | 68                 | Niclas Grönholm      | Hyundai i20 WRX    | GRX Taneco                      | 8º                 | 9                  | –                  | 4º                 | 3                  | nq                 | nq                 | 12                 |
| 9                  | 44                 | Timo Scheider        | SEAT Ibiza RX      | ALL-INKL.COM Münnich Motorsport | 9º                 | 8                  | 5º                 | –                  | 2                  | nq                 | nq                 | 10                 |
| 10                 | 7                  | Timur Timerzjanov    | Hyundai i20 WRX    | GRX Taneco                      | 10º                | 7                  | –                  | 5º                 | 2                  | nq                 | nq                 | 9                  |
| 11                 | 73                 | Támas Kárai          | Audi S1            | Karai Motorsport Sportegyesület | 11º                | 6                  | 6º                 | –                  | 1                  | nq                 | nq                 | 7                  |
| 12                 | 91                 | Enzo Ide             | Audi S1            | Team JC Race Teknik             | 12º                | 5                  | –                  | 6º                 | 1                  | nq                 | nq                 | 6                  |
| 13                 | 38                 | Mandie August        | SEAT Ibiza RX      | ALL-INKL.COM Münnich Motorsport | 13º                | 4                  | nq                 | nq                 | nq                 | nq                 | nq                 | 4                  |
| 14                 | 42                 | Oliver Bennett       | Mini Cooper        | Oliver Bennett                  | 14º                | 3                  | nq                 | nq                 | nq                 | nq                 | nq                 | 3                  |
| 15                 | 83                 | Patrick Guillerme    | Hyundai i20 WRX    | Patrick Guillerme               | 15º                | 2                  | nq                 | nq                 | nq                 | nq                 | nq                 | 2                  |
| 16                 | 33                 | Liam Doran           | GCK Mégane R.S. RX | Monster Energy GCK RX Cartel    | 16º                | 1                  | nq                 | nq                 | nq                 | nq                 | nq                 | 1                  |

#### Qualificazioni
| Categoria Supercar | Categoria Supercar | Categoria Supercar   | Categoria Supercar | Categoria Supercar              | Categoria Supercar | Categoria Supercar | Categoria Supercar | Categoria Supercar | Categoria Supercar | Categoria Supercar |
| Pos.               | N°                 | Pilota               | Auto               | Squadra                         | Q1                 | Q2                 | Q3                 | Q4                 | PQ                 | Punti              |
| ------------------ | ------------------ | -------------------- | ------------------ | ------------------------------- | ------------------ | ------------------ | ------------------ | ------------------ | ------------------ | ------------------ |
| 1                  | 5                  | Mattias Ekström      | Audi S1 RX Quattro | KYB Team JC                     | 50 (1º)            | 50 (1º)            | 40 (4º)            | nd                 | 140                | 16                 |
| 2                  | 13                 | Andreas Bakkerud     | GCK Mégane R.S. RX | Monster Energy GCK RX Cartel    | 39 (5º)            | 42 (3º)            | 50 (1º)            | nd                 | 131                | 15                 |
| 3                  | 9                  | Kevin Hansen         | Peugeot 208 WRX    | Team Hansen                     | 40 (4º)            | 45 (2º)            | 45 (2º)            | nd                 | 130                | 14                 |
| 4                  | 1                  | Timmy Hansen         | Peugeot 208 WRX    | Team Hansen                     | 45 (2º)            | 39 (5º)            | 39 (5º)            | nd                 | 123                | 13                 |
| 5                  | 3                  | Johan Kristoffersson | VW Polo GTI RX     | Kristoffersson Motorsport       | 38 (6º)            | 40 (4º)            | 38 (6º)            | nd                 | 116                | 12                 |
| 6                  | 92                 | Anton Marklund       | GCK Mégane R.S. RX | GCK Bilstein                    | 34 (10º)           | 38 (6º)            | 42 (3º)            | nd                 | 114                | 11                 |
| 7                  | 4                  | Robin Larsson        | Audi S1 RX Quattro | KYB Team JC                     | 42 (3º)            | 30 (14º)           | 37 (7º)            | nd                 | 109                | 10                 |
| 8                  | 68                 | Niclas Grönholm      | Hyundai i20 WRX    | GRX Taneco                      | 36 (8º)            | 37 (7º)            | 35 (9º)            | nd                 | 108                | 9                  |
| 9                  | 44                 | Timo Scheider        | SEAT Ibiza RX      | ALL-INKL.COM Münnich Motorsport | 35 (9º)            | 36 (8º)            | 36 (8º)            | nd                 | 107                | 8                  |
| 10                 | 7                  | Timur Timerzjanov    | Hyundai i20 WRX    | GRX Taneco                      | 37 (7º)            | 35 (9º)            | 34 (10º)           | nd                 | 106                | 7                  |
| 11                 | 73                 | Támas Kárai          | Audi S1            | Karai Motorsport Sportegyesület | 32 (12º)           | 34 (10º)           | 33 (11º)           | nd                 | 99                 | 6                  |
| 12                 | 91                 | Enzo Ide             | Audi S1            | Team JC Race Teknik             | 33 (11º)           | 28 (16º)           | 32 (12º)           | nd                 | 93                 | 5                  |
| 13                 | 38                 | Mandie August        | SEAT Ibiza RX      | ALL-INKL.COM Münnich Motorsport | 30 (14º)           | 31 (13º)           | 31 (13º)           | nd                 | 92                 | 4                  |
| 14                 | 42                 | Oliver Bennett       | Mini Cooper SX1    | Oliver Bennett                  | 28 (16º)           | 33 (11º)           | 29 (15º)           | nd                 | 90                 | 3                  |
| 15                 | 83                 | Patrick Guillerme    | Hyundai i20 WRX    | Patrick Guillerme               | 29 (15º)           | 29 (15º)           | 30 (14º)           | nd                 | 88                 | 2                  |
| 16                 | 33                 | Liam Doran           | GCK Mégane R.S. RX | Monster Energy GCK RX Cartel    | 31 (13º)           | 32 (12º)           | 0 (16º - DNS)      | nd                 | 63                 | 1                  |

Legenda:
|  | Qualificato per le semifinali |

#### Semifinali
| Categoria Supercar - Semifinale 1 | Categoria Supercar - Semifinale 1 | Categoria Supercar - Semifinale 1 | Categoria Supercar - Semifinale 1 | Categoria Supercar - Semifinale 1 | Categoria Supercar - Semifinale 1 | Categoria Supercar - Semifinale 1 | Categoria Supercar - Semifinale 1 | Categoria Supercar - Semifinale 1 |
| Pos.                              | N°                                | Pilota                            | Auto                              | Squadra                           | Giri/Joker                        | Tempo                             | Distacco                          | Punti                             |
| --------------------------------- | --------------------------------- | --------------------------------- | --------------------------------- | --------------------------------- | --------------------------------- | --------------------------------- | --------------------------------- | --------------------------------- |
| 1                                 | 3                                 | Johan Kristoffersson              | VW Polo GTI RX                    | Kristoffersson Motorsport         | 6/1                               | 4'43"040                          | –                                 | 6                                 |
| 2                                 | 5                                 | Mattias Ekström                   | Audi S1 RX Quattro                | KYB Team JC                       | 6/1                               | 4'44"420                          | +1"380                            | 5                                 |
| 3                                 | 4                                 | Robin Larsson                     | Audi S1 RX Quattro                | KYB Team JC                       | 6/1                               | 4'47"354                          | +4"314                            | 4                                 |
| 4                                 | 9                                 | Kevin Hansen                      | Peugeot 208 WRX                   | Team Hansen                       | 6/1                               | 4'48"293                          | +5"253                            | 3                                 |
| 5                                 | 44                                | Timo Scheider                     | SEAT Ibiza RX                     | ALL-INKL.COM Münnich Motorsport   | 6/1                               | 4'53"943                          | +10"903                           | 2                                 |
| 6                                 | 73                                | Támas Kárai                       | Audi S1                           | Karai Motorsport Sportegyesület   | 6/1                               | 4'56"617                          | +13"577                           | 1                                 |
|                                   |                                   |                                   |                                   |                                   |                                   |                                   |                                   |                                   |
| Categoria Supercar - Semifinale 2 |                                   |                                   |                                   |                                   |                                   |                                   |                                   |                                   |
| Pos.                              | N°                                | Pilota                            | Auto                              | Squadra                           | Giri/Joker                        | Tempo                             | Distacco                          | Punti                             |
| 1                                 | 13                                | Andreas Bakkerud                  | GCK Mégane R.S. RX                | Monster Energy GCK RX Cartel      | 6/1                               | 4'43"087                          | –                                 | 6                                 |
| 2                                 | 9                                 | Timmy Hansen                      | Peugeot 208 WRX                   | Team Hansen                       | 6/1                               | 4'43"565                          | +0"478                            | 5                                 |
| 3                                 | 92                                | Anton Marklund                    | GCK Mégane R.S. RX                | GCK Bilstein                      | 6/1                               | 4'44"905                          | +1"818                            | 4                                 |
| 4                                 | 68                                | Niclas Grönholm                   | Hyundai i20 WRX                   | GRX Taneco                        | 6/1                               | 4'45"654                          | +2"567                            | 3                                 |
| 5                                 | 7                                 | Timur Timerzjanov                 | Hyundai i20 WRX                   | GRX Taneco                        | 6/1                               | 4'46"176                          | +3"089                            | 2                                 |
| 6                                 | 91                                | Enzo Ide                          | Audi S1                           | Team JC Race Teknik               | 6/1                               | 4'51"418                          | +8"331                            | 1                                 |

Legenda:
|  | Qualificato per la finale |

#### Finale
| Categoria Supercar | Categoria Supercar | Categoria Supercar   | Categoria Supercar | Categoria Supercar           | Categoria Supercar | Categoria Supercar | Categoria Supercar | Categoria Supercar |
| Pos.               | Nº                 | Pilota               | Auto               | Squadra                      | Giri/Joker         | Tempo              | Distacco           | Punti              |
| ------------------ | ------------------ | -------------------- | ------------------ | ---------------------------- | ------------------ | ------------------ | ------------------ | ------------------ |
| 1                  | 3                  | Johan Kristoffersson | VW Polo GTI RX     | Kristoffersson Motorsport    | 6/1                | 4'39"638           | –                  | 8                  |
| 2                  | 1                  | Timmy Hansen         | Peugeot 208 WRX    | Team Hansen                  | 6/1                | 4'42"375           | +2"737             | 5                  |
| 3                  | 92                 | Anton Marklund       | GCK Mégane R.S. RX | GCK Bilstein                 | 6/1                | 4'44"640           | +5"002             | 4                  |
| 4                  | 5                  | Mattias Ekström      | Audi S1 RX Quattro | KYB Team JC                  | 6/1                | 4'59"035           | +19"397            | 3                  |
| 5                  | 13                 | Andreas Bakkerud     | GCK Mégane R.S. RX | Monster Energy GCK RX Cartel | 0/0                | 0'00"000           | +6 giri            | 2                  |
| 6                  | 4                  | Robin Larsson        | Audi S1 RX Quattro | KYB Team JC                  | 0/0                | 0'00"000           | +6 giri            | 1                  |

- Giro più veloce: 44"113 ( Johan Kristoffersson);
- Miglior tempo di reazione: 0"390 ( Mattias Ekström);
- Miglior giro Joker: 47"337 ( Johan Kristoffersson).

## Risultati Euro RX

### Gara 1
La gara si è svolta il 17 ottobre 2020 con la denominazione ufficiale Logitech World RX of "Pirineus-Barcelona 2030".

#### Classifica finale Super1600
| Categoria Super1600 | Categoria Super1600 | Categoria Super1600 | Categoria Super1600 | Categoria Super1600 | Categoria Super1600 | Categoria Super1600 | Categoria Super1600 | Categoria Super1600 | Categoria Super1600 | Categoria Super1600 | Categoria Super1600 | Categoria Super1600 |
| Pos.                | N°                  | Pilota              | Auto                | Squadra             | Qualificazioni      | Qualificazioni      | Semifinali          | Semifinali          | Semifinali          | Finale              | Finale              | PC                  |
| Pos.                | N°                  | Pilota              | Auto                | Squadra             | Pos.                | Punti               | SF1                 | SF2                 | Punti               | Pos.                | Punti               | PC                  |
| ------------------- | ------------------- | ------------------- | ------------------- | ------------------- | ------------------- | ------------------- | ------------------- | ------------------- | ------------------- | ------------------- | ------------------- | ------------------- |
| 1                   | 95                  | Yuri Belevskiy      | Audi A1             | Volland Racing KFT  | 2º                  | 15                  | –                   | 1º                  | 6                   | 1º                  | 8                   | 29                  |
| 2                   | 15                  | Gergely Márton      | Audi A1             | Volland Racing KFT  | 1º                  | 16                  | 1º                  | –                   | 6                   | 2º                  | 5                   | 27                  |
| 3                   | 22                  | Rasmus Tuominen     | Renault Twingo      | Set Promotion       | 4º                  | 13                  | –                   | 2º                  | 5                   | 3º                  | 4                   | 22                  |
| 4                   | 51                  | Marius Bermingrud   | Audi A1             | Volland Racing KFT  | 3º                  | 14                  | 2º                  | –                   | 5                   | 4º                  | 3                   | 22                  |
| 5                   | 39                  | Artur Egorov        | Audi A1             | Volland Racing KFT  | 5º                  | 12                  | 3º                  | –                   | 4                   | 5º                  | 2                   | 18                  |
| 6                   | 99                  | João Ribeiro        | Škoda Fabia         | Ligur Racing        | 8º                  | 9                   | –                   | 3º                  | 4                   | 6º                  | 1                   | 14                  |
| 7                   | 54                  | Marat Knjazev       | Audi A1             | Volland Racing KFT  | 6º                  | 11                  | –                   | 4º                  | 3                   | nq                  | nq                  | 14                  |
| 8                   | 11                  | Jan Černý           | Škoda Citigo        | PAJR s.r.o          | 7º                  | 10                  | 4º                  | –                   | 3                   | nq                  | nq                  | 13                  |
| 9                   | 117                 | Radoslaw Raczkowski | Škoda Fabia         | Automax Motorsport  | 9º                  | 8                   | 6º                  | –                   | 1                   | nq                  | nq                  | 9                   |
| 10                  | 166                 | Jérémy Lambec       | Škoda Fabia         | Jérémy Lambec       | 10º                 | 7                   | –                   | 5º                  | 2                   | nq                  | nq                  | 9                   |
| 11                  | 16                  | Josef Šusta         | Škoda Fabia         | ACCR Czech Team     | 11º                 | 6                   | 5º                  | –                   | 2                   | nq                  | nq                  | 8                   |
| 12                  | 50                  | Marcel Snoeijers    | Renault Mégane      | Marcel Snoeijers    | 12º                 | 5                   | –                   | 6º                  | 1                   | nq                  | nq                  | 6                   |

### Gara 2
La gara si è svolta il 18 ottobre 2020 con la denominazione ufficiale Logitech World RX of Catalunya-Barcelona 2020.

#### Classifica finale Super1600
| Categoria Super1600 | Categoria Super1600 | Categoria Super1600 | Categoria Super1600 | Categoria Super1600 | Categoria Super1600 | Categoria Super1600 | Categoria Super1600 | Categoria Super1600 | Categoria Super1600 | Categoria Super1600 | Categoria Super1600 | Categoria Super1600 |
| Pos.                | N°                  | Pilota              | Auto                | Squadra             | Qualificazioni      | Qualificazioni      | Semifinali          | Semifinali          | Semifinali          | Finale              | Finale              | PC                  |
| Pos.                | N°                  | Pilota              | Auto                | Squadra             | Pos.                | Punti               | SF1                 | SF2                 | Punti               | Pos.                | Punti               | PC                  |
| ------------------- | ------------------- | ------------------- | ------------------- | ------------------- | ------------------- | ------------------- | ------------------- | ------------------- | ------------------- | ------------------- | ------------------- | ------------------- |
| 1                   | 95                  | Yuri Belevskiy      | Audi A1             | Volland Racing KFT  | 1º                  | 16                  | 1º                  | –                   | 6                   | 1º                  | 8                   | 30                  |
| 2                   | 54                  | Marat Knjazev       | Audi A1             | Volland Racing KFT  | 4º                  | 13                  | –                   | 1º                  | 6                   | 2º                  | 5                   | 24                  |
| 3                   | 15                  | Gergely Márton      | Audi A1             | Volland Racing KFT  | 2º                  | 15                  | –                   | 2º                  | 5                   | 3º                  | 4                   | 24                  |
| 4                   | 39                  | Artur Egorov        | Audi A1             | Volland Racing KFT  | 3º                  | 14                  | 3º                  | –                   | 4                   | 4º                  | 3                   | 21                  |
| 5                   | 99                  | João Ribeiro        | Škoda Fabia         | Ligur Racing        | 8º                  | 9                   | –                   | 3º                  | 4                   | 5º                  | 2                   | 15                  |
| 6                   | 16                  | Josef Šusta         | Škoda Fabia         | ACCR Czech Team     | 9º                  | 8                   | 2º                  | –                   | 5                   | 6º                  | 1                   | 14                  |
| 7                   | 51                  | Marius Bermingrud   | Audi A1             | Volland Racing KFT  | 5º                  | 12                  | 4º                  | –                   | 3                   | nq                  | nq                  | 15                  |
| 8                   | 117                 | Radoslaw Raczkowski | Škoda Fabia         | Automax Motorsport  | 6º                  | 11                  | –                   | 6º                  | 0                   | nq                  | nq                  | 11                  |
| 9                   | 11                  | Jan Černý           | Škoda Citigo        | PAJR s.r.o          | 7º                  | 10                  | 6º                  | –                   | 1                   | nq                  | nq                  | 11                  |
| 10                  | 22                  | Rasmus Tuominen     | Renault Twingo      | Set Promotion       | 10º                 | 7                   | –                   | 4º                  | 3                   | nq                  | nq                  | 10                  |
| 11                  | 166                 | Jérémy Lambec       | Škoda Fabia         | Jérémy Lambec       | 11º                 | 6                   | 5º                  | –                   | 2                   | nq                  | nq                  | 8                   |
| 12                  | 50                  | Marcel Snoeijers    | Renault Mégane      | Marcel Snoeijers    | 12º                 | 5                   | –                   | 5º                  | 2                   | nq                  | nq                  | 7                   |

## Classifiche di campionato
World RX Supercar - piloti
| Pos. | Pos. | Pilota               | Punti |
| ---- | ---- | -------------------- | ----- |
| 1    |      | Johan Kristoffersson | 219   |
| 2    |      | Mattias Ekström      | 192   |
| 4    | 1    | Timmy Hansen         | 163   |
| 4    | 1    | Niclas Grönholm      | 147   |
| 5    | 1    | Kevin Hansen         | 135   |
| 6    | 1    | Robin Larsson        | 122   |
| 7    |      | Andreas Bakkerud     | 121   |
| 8    |      | Timo Scheider        | 92    |
| 9    | 1    | Anton Marklund       | 90    |
| 10   | 1    | Timur Timerzjanov    | 81    |
| 11   |      | Krisztián Szabó      | 41    |
| 12   |      | Juha Rytkönen        | 37    |
| 13   |      | Liam Doran           | 29    |
| 14   |      | René Münnich         | 18    |
| 15   | 5    | Támas Kárai          | 15    |
| 16   | 1    | Jere Kalliokoski     | 14    |
| 17   | 1    | Guerlain Chicherit   | 14    |
| 18   | 1    | Sebastian Eriksson   | 12    |
| 19   | 1    | Reinis Nitišs        | 12    |
| 20   | 1    | Rokas Baciuška       | 12    |
| 21   | N    | Oliver Bennett       | 11    |
| 22   | N    | Enzo Ide             | 11    |
| 23   | N    | Mandie August        | 5     |
| 24   | 3    | Jani Paasonen        | 5     |
| 25   | 3    | Kevin Abbring        | 4     |
| 26   | N    | Patrick Guillerme    | 5     |
| 27   | 4    | Atro Määttä          | 0     |

World RX Supercar - squadre
| Pos. | Pos. | Pilota                          | Punti |
| ---- | ---- | ------------------------------- | ----- |
| 1    |      | KYB Team JC                     | 314   |
| 2    |      | Team Hansen                     | 298   |
| 3    |      | GRX Taneco                      | 228   |
| 4    |      | Monster Energy GCK RX Cartel    | 150   |
| 5    |      | ALL-INKL.COM Münnich Motorsport | 115   |
| 6    |      | GCK UNKORRUPTED                 | 30    |

Euro RX Super1600 - piloti
Titolo non assegnato.
| Pos. | Pilota              | Punti |
| ---- | ------------------- | ----- |
| 1    | Yuri Belevskiy      | 59    |
| 2    | Gergely Márton      | 51    |
| 3    | Artur Egorov        | 39    |
| 4    | Marat Knjazev       | 38    |
| 5    | Marius Bermingrud   | 37    |
| 6    | Rasmus Tuominen     | 32    |
| 7    | João Ribeiro        | 29    |
| 8    | Jan Černý           | 24    |
| 9    | Josef Šusta         | 22    |
| 10   | Radoslaw Raczkowski | 20    |
| 11   | Jérémy Lambec       | 17    |
| 12   | Marcel Snoeijers    | 13    |